# Državna cesta D105
D105 je državna cesta u Hrvatskoj. 
Cesta se nalazi na otoku Rabu. Započinje u trajektnoj luci Lopar, prolazi kroz naselja Lopar, Supetarska Draga, Mundanije, Rab, Banjol i Barbat na Rabu, a završava u trajektnoj luci Mišnjak.
Ukupna duljina ceste iznosi 22,7 km.